# 334.ª Divisão de Infantaria (Alemanha)
A 334ª Divisão de Infantaria (em alemão:334. Infanterie-Division) foi uma unidade militar que serviu no Exército alemão durante a Segunda Guerra Mundial.

## Comandantes
| Comandante                           | Data                                           |
| ------------------------------------ | ---------------------------------------------- |
| Generalleutnant Friedrich Weber      | 15 de novembro de 1942 - 15 de abril de 1943   |
| Generalmajor Fritz Krause            | 15 de abril de 1943 - 9 de maio de 1943        |
| General der Artillerie Heinz Ziegler | ? de maio de 1943 - ? de maio de 1943          |
| Generalleutnant Walter Scheller      | 20 de outubro de 1943 - 27 de novembro de 1943 |
| Generalleutnant Hellmuth Böhlke      | 27 de novembro de 1943 - 16 de abril de 1945   |

## Área de operações
| Alemanha        | novembro de 1942 - dezembro de 1942 |
| Norte da África | dezembro de 1942 - maio de 1943     |
| França          | outubro de 1943 - novembro de 1943  |
| Itália          | novembro de 1943 - abril de 1945    |